# Madraça de Abdulazize Cã
A Madraça Abdulazize Cã ou Madraça de Abdalazize Cã (em usbeque: Abdulazizxon madrasasi) é uma antiga madraça (escola islâmica) no centro histórico de Bucara, um sítio classificado como Património Mundial pela UNESCO no Usbequistão. Tem o nome do seu fundador, o cã de Bucara Abdulazize, e foi construída entre 1651 e 1652, após ter derrotado um exército mogol em Balque.
Juntamente com a Madraça Ulugue Begue, construída no fim da década de 1410 e situada em frente, no mesmo eixo longitudinal, a Madraça Abdulaziz Cã forma um kosh (conjunto monumental formado por um par de edifícios). Ambas as madraças situam-se a leste do bazar dos joalheiros. Atualmente o edifício tem lojas de recordações, de têxteis e de tapetes.

## Descrição
A madraça tem planta retangular, com 60 por 48 metros e teve como modelo a Madraça Miriárabe, construída 120 anos antes. A entrada é feita por um ivã (portal monumental de estilo persa), o qual, como os quatro ivãs do pátio interior (um em cada um dos lados), estão cobertos de azulejos azuis e amarelos, nos quais, ao contrário do que é usual na arquitetura islâmica, há motivos figurativos tradicionais, como o vaso da felicidade, o simurgue (criatura alada da mitologia persa) e até um dragão. Os motivos florais e vegetais usados na decoração são também mais realistas do que é usual em edifícios islâmicos. A madraça é decorada com mosaicos, faiança (majólica) em relevo, azulejos, mármore esculpido, frescos de alabastro, ganch (madeira esculpida) e folhas de ouro. A decoração dum dos lados do pátio nunca chegou a ser concluída, pois Abd al-Aziz foi destronado antes do fim das obras.
Além das hujras (celas de habitação dos estudantes) e áreas comuns, a madraça tem duas mesquitas, uma usado no verão e outra, mais pequena, usada no inverno. O edifício tem também chaminés, uma inovação para a época.